# Борисов, Павел Борисович
Павел Борисович Борисов (настоящая фамилия Вайсбен; 1850—1904) — русский оперный певец (баритон).

## Биография
Родился в 1850 году, в Одессе. В 1876 году окончил Санкт-Петербургскую консерваторию по классу Дж. Корси.
Пел в Харькове, Киеве, Одессе и других городах России, а также в Англии и Италии. Затем, в течение 11 лет, в 1882—1893 годах выступал в качестве «первого баритона» в Большом театре.
Обладал сильным голосом широкого диапазона. Исполнял партии: Мефистофель («Фауст»), Амонасро («Аида»), Нелюско («Африканка» Мейербера), Мазепа («Мазепа» Чайковского); был единственным исполнителем партии Демона в опере «Тамара» Фитингофа-Шеля.
С 1894 года жил в Одессе, занимаясь преподаванием пения; в 1898—1899 годах снова выступал в московском Большом театре.
Умер в Одессе 23 июня (6 июля) 1904 года. Прах перезахоронен на 1-м Христианском кладбище.